# Duomo di Nocera Umbra
La chiesa di Santa Maria Assunta è il duomo di Nocera Umbra e concattedrale della diocesi di Assisi-Nocera Umbra-Gualdo Tadino.

## Storia e descrizione

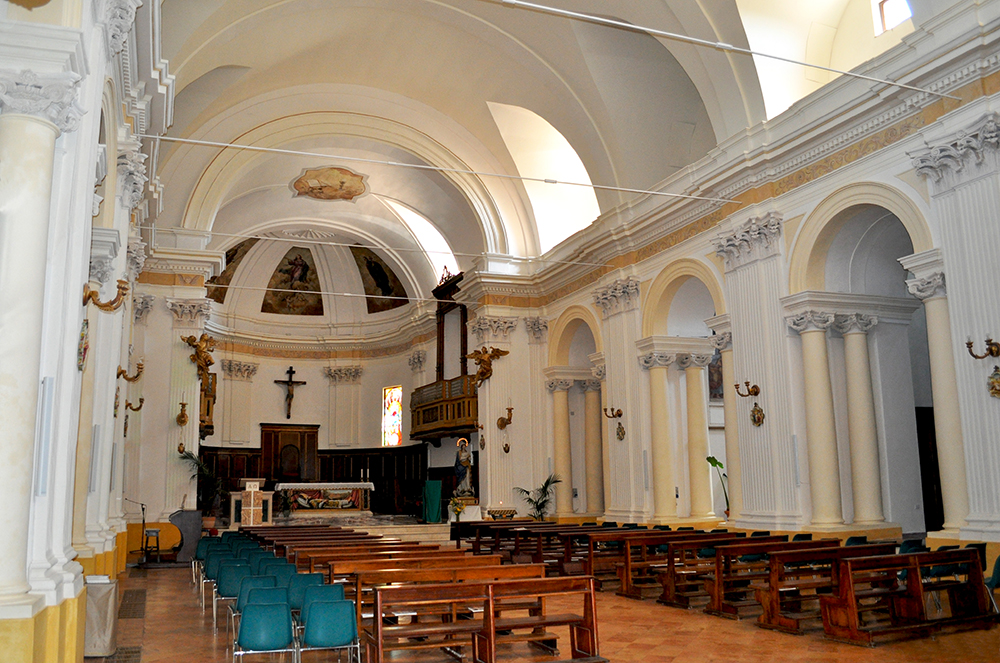
Veduta dell'interno.

Documenti storici attestano l'esistenza di una cattedrale romanica già nell'XI-XII secolo. Di questa primitiva costruzione rimane il portale romanico sul lato sinistro dell'edificio. La chiesa era inserita all'interno della rocca cittadina, distrutta dall'imperatore Federico II nella lotta tra guelfi e ghibellini nel 1248. Abbandonata in rovina per molto tempo, solo verso la metà del XV secolo fu intrapresa la sua ricostruzione: i lavori iniziarono nel 1448, esattamente duecento anni dopo la sua devastazione; nel luglio 1487 furono inumate nella chiesa le reliquie di san Rinaldo, patrono della città, i cui resti riposano oggi sotto l'altare maggiore. Il campanile fu terminato nel 1544. 
Ulteriori interventi furono eseguiti nel XVIII secolo con la trasformazione della cattedrale in stile tardo barocco. La facciata è stata ultimata nel 1925.
L'interno si presenta ad un'unica navata con cappelle laterali ed abside semicircolare, ed è riccamente decorata di stucchi; nelle cappelle numerose tele ed affreschi del XVII-XVIII secolo.
La cappella di patronato del comune di Nocera fu fatta decorare a partire del 1619 a Giulio Cesare Angeli che dipinse tre tele raffiguranti l'Assunta con i Santi Carlo Borromeo e Anna per l'altare e l'Annunciazione e la Presentazione al Tempio per le pareti laterali ed eseguì affreschi di cui rimangono quelli dell'arco di ingresso.
In sacrestia è di interesse artistico il pavimento in maiolica.